# Haanja

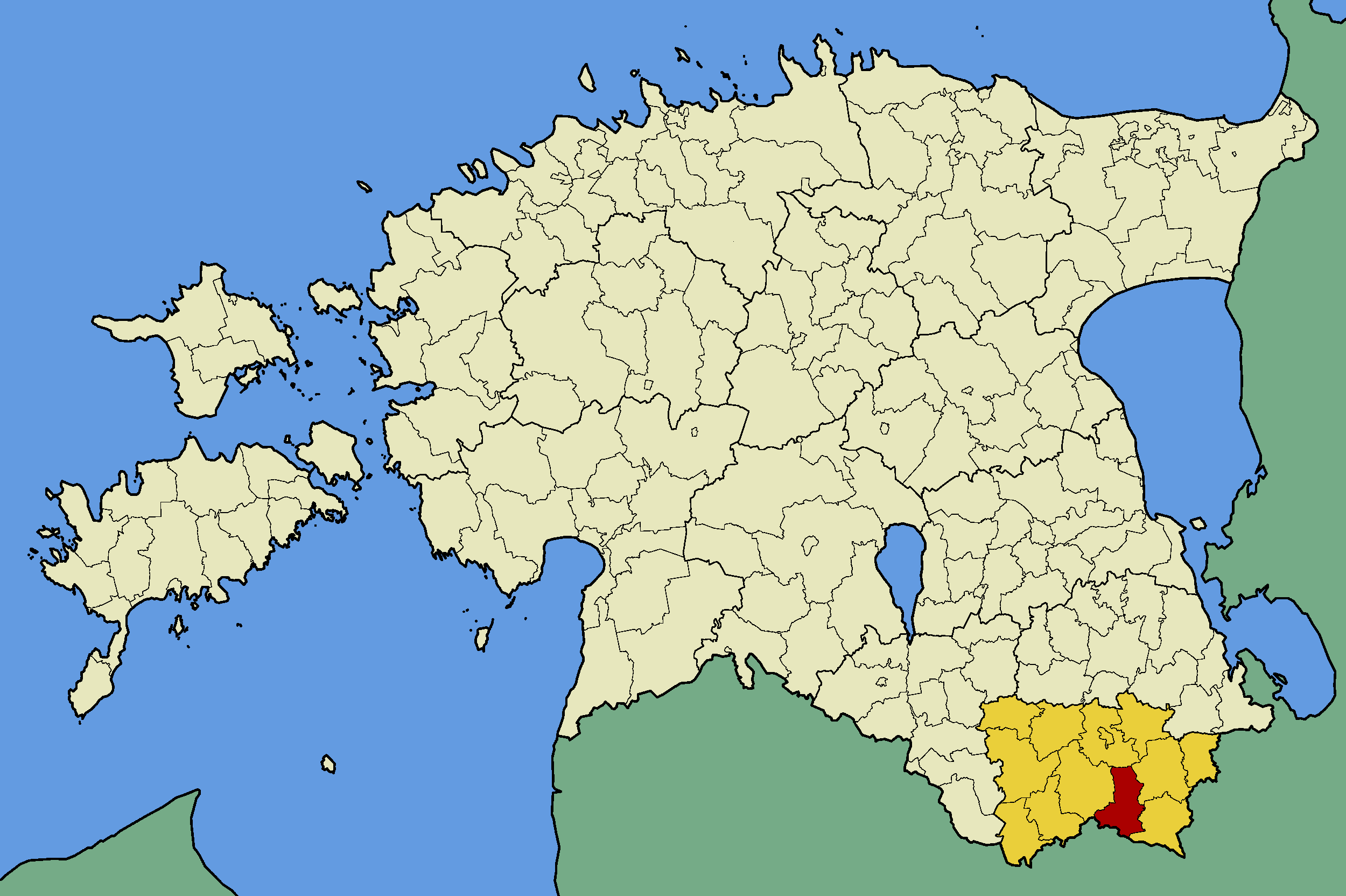
Localisation de l'ancienne commune d'Haanja.

Haanja est une ancienne commune rurale située dans le comté de Võru en Estonie. Le 1er janvier 2012, la population s'élevait à 1 043 habitants.

## Géographie
Elle s'étendait sur une superficie de 170 km2 au sud-est du pays et était frontalière avec la Lettonie. 
Outre le village d'Haanja, siège de la municipalité, la commune comprenait les 92 villages ou hameaux de Ala-Palo, Ala-Suhka, Ala-Tilga, Andsumäe, Haanja, Haavistu, Hanija, Holdi, Horoski, Hulaku, Hurda, Hämkoti, Ihatsi, Jaanimäe, Kaaratautsa, Kaldemäe, Kallaste, Kaloga, Kergatsi, Kilomani, Kirbu, Kotka, Kriguli, Kuiandi, Kuklase, Kuura, Kõomäe, Käänu, Kääraku, Külma, Leoski, Lillimõisa, Loogamäe, Luutsniku, Lüütsepä, Mahtja, Mallika, Meelaku, Miilimäe, Mikita, Murati, Mustahamba, Mäe-Palo, Mäe-Suhka, Mäe-Tilga, Märdimiku, Naapka, Palanumäe, Palli, Palujüri, Pausakunnu, Peedo, Piipsemäe, Pillardi, Plaani, Plaksi, Posti, Preeksa, Pressi, Pundi, Purka, Puspuri, Raagi, Resto, Rusa, Ruusmäe, Saagri, Saika, Saluora, Sarise, Simula, Soodi, Sormuli, Söödi, Trolla, Tsiamäe, Tsiiruli, Tsilgutaja, Tsolli, Tummelka, Tuuka, Tõnkova, Uue-Saaluse, Vaalimäe, Vaarkali, Vakari, Vänni, Vastsekivi, Vihkla, Villa, Vorstimäe et Vungi.

## Histoire
Sous l'Empire russe, elle fait partie du gouvernement de Livonie et est alors connue sous le nom allemand de Hahnhof, avant de prendre son nom estonien de Haanja dans les années 1930.
À la suite de la réorganisation administrative d'octobre 2017, elle fusionne avec Mõniste, Rõuge, Varstu et une partie de Misso pour former la nouvelle commune de Rõuge. 

## Sites et monuments
- Le Suur Munamägi (autrefois Großer Eierberg), le point le plus haut du pays à 318 m était situé sur le territoire de la commune.
- Manoir de Rogosi